# Lambert von Lens
Lambert von Boulogne († 1054 bei Phalempin in der Schlacht von Lille) war Graf von Lens und durch Ehe Graf von Aumale. Er war der Sohn von Graf Eustach I. von Boulogne und Mathilde von Löwen, der Tochter des Lambert I. von Löwen. Er heiratete Adelheid von Normandie, Tochter von Herzog Robert I. von Normandie aus dem Haus der Rolloniden.
Als Wilhelm von Talou, Graf von Arques, 1053 gegen seinen Neffen, Herzog Wilhelm II. von Normandie revoltierte, war der flämische Adel aus verwandtschaftlichen Gründen mit betroffen: Balduin V. von Flandern, Schwiegervater des Herzogs, stellte sich auf dessen Seite, während Enguerrand II. von Ponthieu, Herr von Aumale, der mit beiden Seiten verschwägert war, und Lamberts Bruder Eustach II. von Boulogne sich für die Aufständischen entschieden. Lambert stellte sich, dem Beispiel seines Landesherrn, des Grafen von Flandern, folgend auf die Seite des Herzogs.
Der Aufstand brach schnell zusammen, Enguerrand wurde im Oktober 1053 getötet und Wilhelm von Talou floh nach Boulogne. Lambert wurde als Belohnung für seine Treue mit Enguerrands Witwe Adelheid, der Halbschwester des Herzogs, verheiratet, aus deren Recht er Graf von Aumale wurde.
Lambert blieb im Dienst des Grafen von Flandern und nahm 1054 an der Schlacht von Lille gegen Kaiser Heinrich III. teil, in der er tödlich verwundet wurde. Adelheid behielt Aumale, Lens fiel an seinen Bruder Eustach II. zurück. Seine Tochter Judith, die entweder gerade geboren war oder sogar erst nach seinem Tod zur Welt kam, heiratete später (1070) Waltheof II., Earl of Northumbria.